# João António Honrado
João António Honrado (Ferreira do Alentejo, 3 de Março de 1929 - Beja, 21 de Março de 2013), foi um jornalista, político e escritor português, que se destacou pelo seu papel como militante do Partido Comunista Português, durante a ditadura do Estado Novo e após a Revolução de 25 de Abril de 1974.

## Biografia

### Nascimento
João António Honrado nasceu em 3 de Março de 1929, na vila de Ferreira do Alentejo.

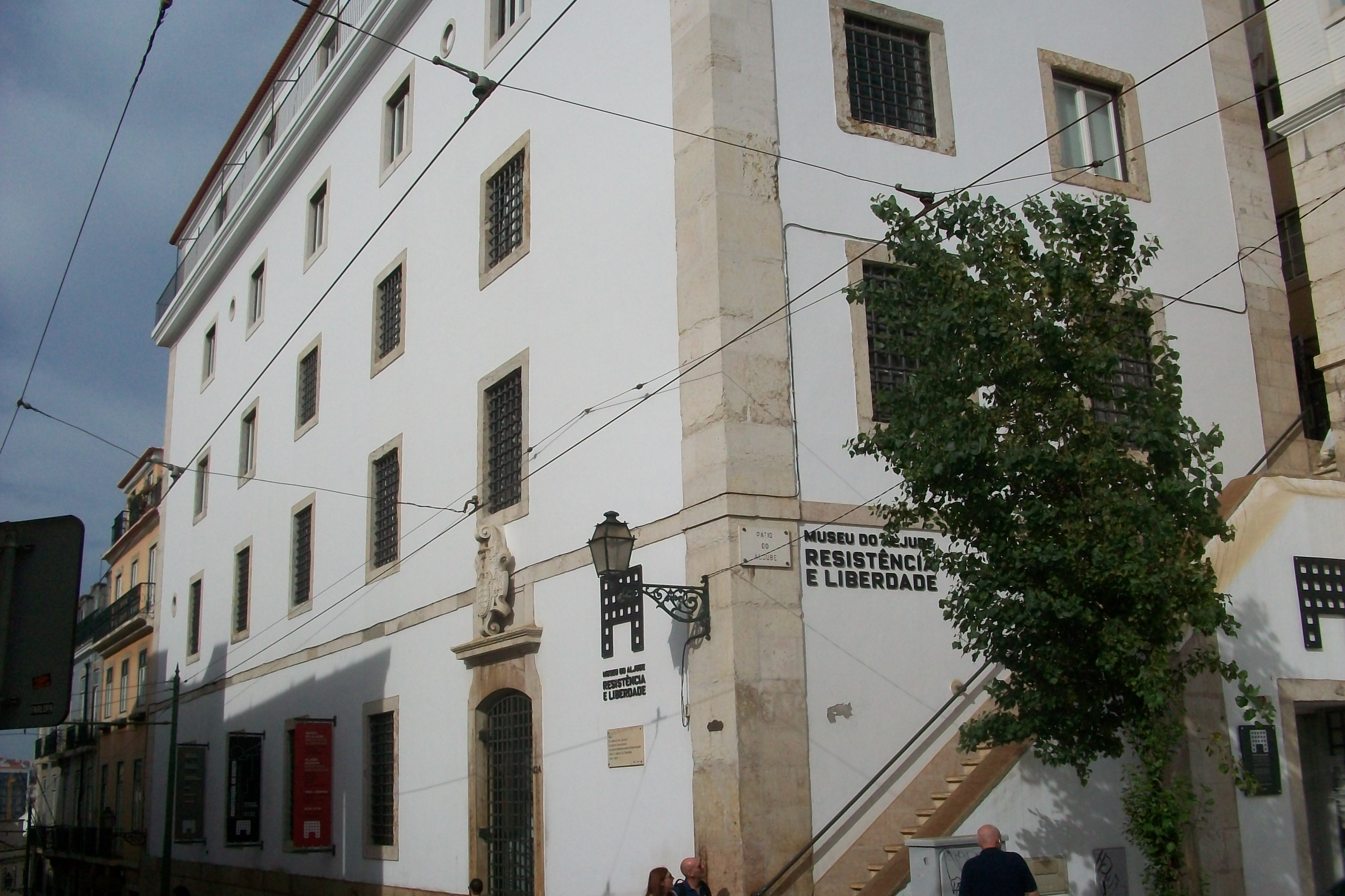
Museu do Aljube, situado na antiga cadeia com o mesmo nome, em Lisboa.

### Carreira profissional e política
Trabalhou como empregado de escritório e publicista.
Em 1947, entrou no Movimento de Unidade Democrática Juvenil, tendo sido preso em Abril desse ano. Em Janeiro de 1949, passou novamente pela prisão, estando nessa altura já ligado ao Partido Comunista Português, no âmbito da campanha eleitoral de José Norton de Matos.
Em 1950 integrou-se no Partido Comunista Português, onde foi militante durante mais de sessenta anos, e onde trabalhou como funcionário entre 1955 e 1983. Passou à clandestinidade em Dezembro de 1955, tendo sido um dos responsáveis pelas crises académicas em Coimbra de 1958 a 1962, e por várias greves dos operários e dos pescadores na zona do Porto. Foi novamente preso em 1962, tendo passado pelas cadeias do Aljube, Caxias e Peniche, e pela Penitenciária de Lisboa. Esteve encarcerado cerca de doze anos, tendo durante este período continuado o seu activismo contra a ditadura, através da organização de greves de fome e de levantamentos de rancho. Foi um dos principais prisioneiros pelos quais foram organizadas campanhas de solidariedade, contra o regime nas cadeias, e pela amnistia dos presos políticos. Notabilizou-se pela defesa que apresentou ao tribunal em Março de 1963, que tinha escrito nas paredes da cela, em Caxias, e numa colecção de pequenos papéis.
Foi libertado na sequência da Revolução de 25 de Abril de 1974, que restaurou a democracia em Portugal. Esteve depois integrado na comissão que extinguiu a Direcção-Geral de Segurança, e fez parte da Comissão Distrital de Beja e da Direcção da Organização Regional do Alentejo do Partido. Exerceu igualmente como deputado na Assembleia Constituinte.
Como jornalista, escreveu para vários periódicos regionais, exerceu durante vários anos como director do jornal Reforma Agrária, e foi um dos principais impulsionadores para a criação de uma associação de municípios que salvou o Diário do Alentejo da falência, em 1980. Também esteve integrado nas autarquias de Odemira, Serpa e Mértola, no campo da informação. Em Odemira, por exemplo, trabalhou como secretário do Presidente, elaborou os boletins municipais e colaborou na edição de livros e de outros documentos. Posteriormente, foi um dos fundadores da Cooperativa Cultural Alentejana e do jornal Alentejo Popular. Também publicou vários livros, incluindo as obras Textos alentejanos e Crónicas de Dizer Alentejo.

### Falecimento
João António Honrado faleceu em 21 de Março de 2013, aos 84 anos de idade, no Hospital de Beja, onde estava internado. Estava casado com Alice Guerreiro. O corpo seguiu para Ferreira do Alentejo no dia seguinte, onde foi cremado. Aquando do seu falecimento, foi homenageado pela Direcção da Organização Regional de Beja do Partido Comunista Português, e pela Câmara Municipal de Odemira, que o classificou como um «grande democrata» que deixou «trabalho sério e dedicado».

## Obras publicadas
- Crónicas de ver Alentejo (1992)
- Crónicas de Dizer Alentejo (1998)
- Falando Alentejo (1999)
- Textos alentejanos (2012)